# Kępeczki
Kępeczki (prononciation : [kɛmˈpɛt͡ʂki]) est un village polonais de la gmina de Kozienice dans le powiat de Kozienice de la voïvodie de Mazovie dans le centre-est de la Pologne.
Il se situe à environ 6 kilomètres à l'est de Kozienice (siège du powiat) et à 84 kilomètres au sud-est de Varsovie (capitale de la Pologne).
Le village possède approximativement une population de 120 habitants en 2006.

## Histoire
De 1975 à 1998, le village appartenait administrativement à la voïvodie de Radom.